# Гилёв, Александр Семёнович
Александр Семёнович Гилёв (23 марта 1928, Касли, Уральская область — 22 августа 1988, Касли, Челябинская область) — скульптор, член Союза художников СССР, почётный гражданин города Касли.

## Биография
Александр Гилёв родился 23 марта 1928 года в посёлке Касли. В 1942 году начал трудовую деятельность на заводе, был учеником слесаря-чеканщика. В 1944 году стал студентом каслинского ремесленного училища № 18, преподавателем лепки был Павел Степанович Аникин. В 1945 году стал чеканщиком-гравёром.
В 17 лет создал скульптурную композицию «Солдат после войны», которая в 1945 году была представлена на выставке в Колумбии, за что получил награду «Отличник государственных трудовых резервов». Проходил обучение в заводской мастерской скульптора Аникина. Создал скульптурный портрет казахского поэта Джамбула Джабаева, представленный на Всесоюзной выставке прикладного искусства. В 1947 году стал слесарем-чеканщиком, лепщиком-модельщиком.
Скульптуры Александра Гилёва находятся на Южном Урале, в Нижнем Тагиле, Москве, Курчатове и на Байконуре. Большинство работ относится к типу станковой скульптуры. Его работы экспонировались заграницей, в том числе в Англии, Италии, Бельгии, Франции, Колумбии. В 1947 году он завершил своё обучение в ремесленном училище и поступил в Уральское училище прикладного искусства Нижнего Тагила по двум специальностям: «художественная обработка металла» и «скульптор». Учился у Михаила Павловича Крамского.
Александр Гилёв параллельно преподавал в училище чеканку. В 1950 году создал работу «Лесопосадчица». Стал автором работ «Десантник», «Свинарка», «Ремесленница», «Девушка-агроном». В 1952 году завершил обучение в училище. В одно время вместе с ним в училище обучался Л. Е. Неверов — скульптор из Свердловской области.
Александр Гилёв стал работать в городе Касли в училище старшим мастером по скульптуре. Был знаком с Игорем Васильевичем Курчатовым и стал создателем его бюстов. Одна из таких скульптур была направлена в Музей революции в Москву. В 1959 году создал работу «Портрет разведчика Булаева». В 1960-х годах его работа «Хлеб» была представлена на всесоюзной выставке «Мастерство и поиск молодых». Композиция «Шахматисты» была представлена в Канаде на выставке «Экспо-67» и отмечена медалью ВДНХ, композиция «Соколята» демонстрировалась на выставке «Экспо-70» в Чехословакии, Японии. Получила медаль ВДНХ.
В 1975 году он создал скульптуру Курчатова, высота которой составила 11 метров. Она установлена в Снежинске. Также есть скульптуры в Курчатове и Озерске. Работа «Шкатулка» была создана Александром Семёновичем Гилёвым в технике ажурного кружевного литья. В 1975 году Александр Гилёв стал работать главным скульптором Каслинского машиностроительного завода. В 1981 году стал старшим скульптором художественно-технологического отдела. Создал фигуру «Прометея» -
высота стелы составила 16 метров, а фигура высотой 4,5 метров.
В 1985 году в Советском районе Ханты-Мансийского автономного округа было установлено мемориальное сооружение «Никаз матери», изготовленное из чугуна и металла. Это мемориальное сооружение стало авторской реконструкцией памятника, установленного в городе Касли Челябинской области. Монумент возвели в честь 40 лет с момента Победы в Великой Отечественной войне. Монумент содержит фигуры солдата и его матери.
Александр Гилёв создал около 250 работ. Умер в августе 1988 года.
Александр Семенович Гилёв умер 22 августа 1988 года в городе Касли Челябинской области. Похоронен на Каслинском городском кладбище.

## Семья
Отец — Семён Михайлович Гилев (1904—1969) — окончил 4 класса приходской школы, начинал работать помощником чеканщика и постепенно стал начальником цеха чугунного литья. Проходил обучение на заводских курсах, учился в Екатеринбурге и в художественной школе у академиков Клодта и Баха. Мать — Елизавета Николаевна.
Жена — Валентина Вениаминовна Коробкова. Сын Александр Александрович Гилёв. Внуки — Ксения и Константин.